# Episodi di Don Matteo (terza stagione)

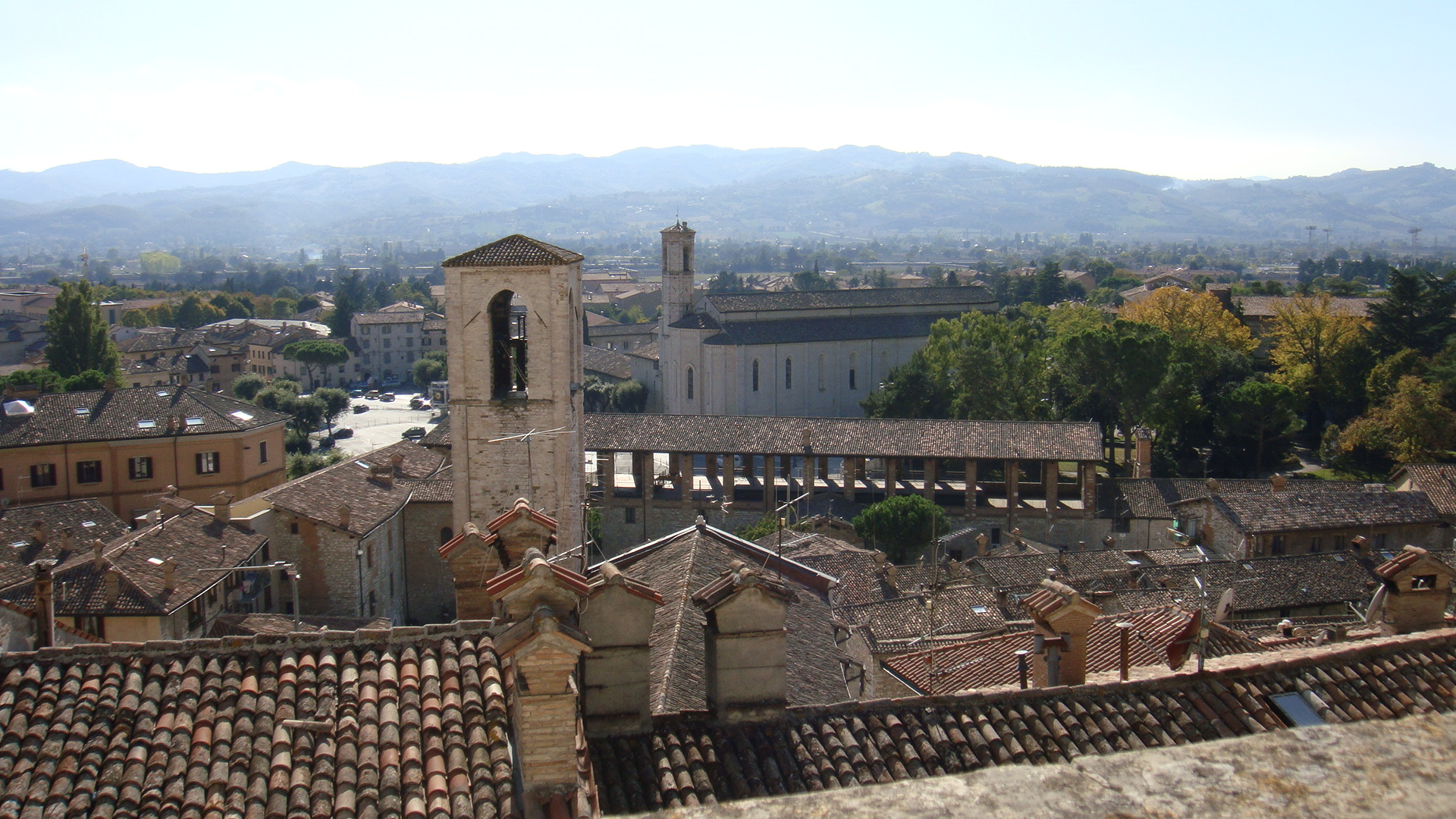
Una veduta di Gubbio verso valle da Piazza Grande.

La terza stagione della serie televisiva italiana Don Matteo, dal titolo Don Matteo 3, è andata in onda in prima visione TV in prima serata su Rai 1, a partire dal 27 settembre 2002 fino al 15 novembre 2002.
Il cast delle precedenti stagioni è confermato a eccezione di Gastone Moschin, sostituito da Renato Carpentieri nel ruolo del vescovo.
| nº | Titolo                             | Prima TV Italia   |
| -- | ---------------------------------- | ----------------- |
| 1  | I segreti del cuore                | 27 settembre 2002 |
| 2  | In amore non è mai troppo tardi    | 27 settembre 2002 |
| 3  | Scandalo in città                  | 4 ottobre 2002    |
| 4  | Sequestro di persona               | 4 ottobre 2002    |
| 5  | Il passato ritorna                 | 11 ottobre 2002   |
| 6  | Paura in palcoscenico              | 11 ottobre 2002   |
| 7  | Beauty Farm                        | 18 ottobre 2002   |
| 8  | L'incarico                         | 18 ottobre 2002   |
| 9  | Bellissima                         | 25 ottobre 2002   |
| 10 | Il mistero del convento            | 25 ottobre 2002   |
| 11 | Il testimone                       | 1º novembre 2002  |
| 12 | Natalina innamorata                | 1º novembre 2002  |
| 13 | Tre matrimoni e... un Babbo Natale | 8 novembre 2002   |
| 14 | Il re degli scacchi                | 8 novembre 2002   |
| 15 | La lettera anonima                 | 15 novembre 2002  |
| 16 | Il volo                            | 15 novembre 2002  |

## I segreti del cuore
- Diretto da: Enrico Oldoini
- Scritto da: Francesca Melandri

### Trama
Nel cementificio diretto da Luigi Ontani viene trovato il cadavere di un giovane operaio. I Carabinieri iniziano subito le indagini: la vittima Luca Masini era fidanzato con la figlia di un lavoratore del cementificio, ma l'aveva lasciata quando già avevano deciso di sposarsi. Il padre della ragazza non ha mai accettato il suo comportamento e lo ha più volte minacciato: per questo viene iscritto nel registro degli indagati. Dall'autopsia emerge che il giovane è morto per avvelenamento da cianuro, e che poi è stato trasportato nella fabbrica; qualche giorno prima di morire, la vittima aveva avuto una colluttazione con il cognato di Ontani, Filippo Braschi, da poco tornato da Harvard per prendere possesso dell'azienda. Luigi Ontani, infatti, iniziò a lavorare come operaio, poi si innamorò di Maria Grazia, la figlia del padrone, la sposò e venne nominato direttore. Il fratello di Maria Grazia, Filippo, ha vissuto all'estero per tanti anni, ma ora vuole cacciare via il cognato e dirigere la azienda. Maria Grazia adesso è un'alcolista depressa che fa uso di metadone, ed era l'amante della vittima. Sia il maresciallo Cecchini, sia il capitano Anceschi che Natalina credono di aver vinto un milione di Euro in una lotteria.
- Altri interpreti: Helene Nardini (Maria Grazia Braschi), Pierluigi Misasi (Luigi Ontani), Daniele Petruccioli (Filippo Braschi), Nazareno Natale (Antonio Anania)

## In amore non è mai troppo tardi
- Diretto da: Leone Pompucci
- Scritto da: Francesca Melandri

### Trama
Una catastrofe si abbatte su un evento nel maneggio di Andrea Valenti. Un incendio nelle loro stalle ferisce tre cavalli così gravemente che Andrea è costretto a sparargli. Silvio, un dipendente di lunga data, è sospettato di aver appiccato l'incendio a causa dei maltrattamenti subiti da Andrea. Ma quando emerge che Andrea è profondamente indebitato e ora deve pagare un ingente risarcimento assicurativo, l'indagine si concentra su di lui come possibile colpevole. Don Matteo finalmente scopre la verità e, nel frattempo, aiuta Andrea a riconciliarsi con Sara e il figlio Simone, assicurandosi al contempo che il vecchio Silvio trovi un nuovo amore in Anna. Nel frattempo il maresciallo Cecchini trova quattro minuscoli gattini, mentre Nerino diventa amico di Simone, che gli regala un uovo d'anatra.
- Altri interpreti: Massimo Olcese (Andrea Valenti), Elisabetta Cavallotti (Sara Giuliani), Novello Novelli (Silvio Patti), Anna Lelio (Anna), Umberto Morelli (Simone)

## Scandalo in città
- Diretto da: Enrico Oldoini
- Scritto da: Mauro Marsili e Isabella Franconetti

### Trama
Il direttore d'albergo Antonio Belli viene trovato morto a colpi d'arma da fuoco. Durante le indagini, Cecchini ed Anceschi scoprono che Belli era un ricattatore che aveva usato una telecamera nascosta per scattare foto compromettenti nel suo hotel allo scopo di ricattare facoltosi ospiti. Grazie ai video, i Carabinieri trovano quattro vittime di ricatti. Cinzia, la bella moglie dello scrittore di gialli Ludovico Pancrazi, diventa rapidamente la principale sospettata perché un benzinaio l'ha vista vicino alla scena del crimine. Dopo che sempre più prove indicano Cinzia come colpevole, Lodovico confessa il crimine. Ma Don Matteo e il Capitano Anceschi non credono che Ludovico sia colpevole. Nerino e il Maresciallo Cecchini mettono finalmente Don Matteo e i Carabinieri sulle tracce del vero colpevole. Nel frattempo, Don Matteo incontra il nuovo Vescovo, molto diverso dal suo predecessore Guido.
- Altri interpreti: Angelo Infanti (Ludovico Pancrazi), Giada Desideri (Cinzia Pancrazi), Ludgero Fortes Dos Santos (benzinaio), Edoardo Leo (Franco Rodati), Luana Colussi (Elena), Rocco Hauf (Antonio Belli).

## Sequestro di persona
- Diretto da: Andrea Barzini
- Scritto da: Anna Samueli

### Trama
Alessio Zama, un uomo di mezza età, viene assassinato mentre si trova nella vasca da bagno del suo appartamento: è impossibile che si sia suicidato perché qualcuno gli ha buttato addosso un asciugacapelli. Don Matteo, Natalina e Pippo stanno allestendo una bancarella al mercato per raccogliere abiti usati per i bisognosi quando suona la sirena d'allarme in un negozio vicino. Don Matteo e il Maresciallo Cecchini, anch'egli presente, accorrono immediatamente e riescono ad arrestare il rapinatore. In quel momento, però, Patrizia, la figlia di Cecchini, arriva da dietro l'angolo e viene prontamente presa in ostaggio. Don Matteo riesce a intervenire con calma offrendosi come ostaggio, liberando così Patrizia. Il rapinatore riesce quindi a fuggire con Don Matteo. Mentre i Carabinieri scoprono che il rapinatore è la ricercata assassina Petra Novelli e prosegue con la caccia all'uomo, Don Matteo non solo scopre la vera natura della rapina, ma si guadagna anche la fiducia di Petra. Insieme, cercano di scagionarla dal sospetto dell' omicidio di Alessio Zama.
- Altri interpreti: Jacqueline Lustig (Petra Novelli), Giovanni Boncoddo (Ettore Giuliani), Gabriella Saitta (Virginia Polissi/Giuliani)

## Il passato ritorna
- Diretto da: Enrico Oldoini
- Scritto da: Massimo Torre

### Trama
Cristina Bellini viene trovata con un coltello insanguinato in mano accanto al corpo del marito Osvaldo. Avendo appena ricevuto un messaggio anonimo che la tradiva con la bellissima Sandra Lovati, Cristina viene immediatamente arrestata. La madre di Cristina, Marie, vecchia amica d'infanzia di Don Matteo, chiede aiuto al prete perché non crede che sua figlia sia colpevole. Don Matteo inizia le sue indagini e, insieme ai Carabinieri, si imbatte presto in altri sospettati. Ma quando la casa dei Bellini viene svaligiata, Don Matteo ottiene finalmente l'indizio cruciale per individuare il vero colpevole.
- Altri interpreti: Corinne Cléry (Marie), Caterina Murino (Sandra Lovati), Eleonora Vanni (Francesca Zappa), Glenda Cima (Cristina Bellini), Antonio Friello (Emilio Zappa), Nadia Bastianelli (Tina)

## Paura in palcoscenico
- Diretto da: Andrea Barzini
- Scritto da: Andrea Barzini, Mariella Sellitti e Chiara Barzini

### Trama
A Gubbio si sta per svolgere una delle tappe della tournée di una nota compagnia teatrale, che porta in scena lo spettacolo basato sul romanzo Anna Karenina. La protagonista dovrebbe essere Irina Platt, attrice molto famosa e non più giovanissima, che ha un talento innato per la recitazione ma è affetta da problemi psichici. Il marito di Irina Platt è il regista dello spettacolo, ed è un arrampicatore sociale: ha sposato Irina solo per avere una facile carriera e ora sta cercando in tutti i modi di farla ammalare, allo scopo di farla ritirare per sempre dalle scene. L'uomo ha anche una relazione extra-coniugale con una delle giovani attrici della compagnia; quest'ultima desidera ottenere il ruolo di protagonista. Pippo viene scelto per fare il figurante, e don Matteo lo accompagna alle prove. Mentre Irina Platt si trova sul palco, avviene un terribile incidente: un pesante attrezzo di scena cade addosso a un giovane lavorante del teatro, che muore sul colpo. Il capitano Anceschi crede che non si tratti di incidente ma di omicidio premeditato.
- Altri interpreti: Fabrizio Contri (Alberto Gerace), Elena Russo (Lulla Ricci), Giovanni Lombardo Radice (Cosimo Marini), Elena Safonova (Irina Platt), Luigi Saravo (Walter Elefanti)

## Beauty Farm
- Diretto da: Andrea Barzini
- Scritto da: Andrea Barzini, Chiara Barzini e Mariella Sellitti

### Trama
Caterina, la moglie del maresciallo Cecchini, partecipando a un concorso a premi ha vinto una vacanza gratis in un'esclusiva beauty farm, i cui clienti sono persone ricche o famose. Cecchini vorrebbe che la sua consorte rinunciasse al premio perché non si ritiene in grado di badare alle figlie e di gestire la casa da solo, ma Caterina sente il bisogno di avere del tempo da dedicare al puro relax e quindi si reca nella beauty farm. Lì, l'ospite d'eccezione è Corinna Campbell, attrice statunitense in declino: un fan la segue in continuazione perché si è innamorato di lei. Corinna litiga furiosamente con sua figlia Barbara, e decide di non aiutarla più economicamente. Il giorno successivo viene ritrovato il cadavere di Corinna Campbell all'interno di un lago: il capitano Anceschi dirige le indagini, e don Matteo si intromette per fare luce sul caso.
- Altri interpreti: Fabio Testi (dottor Ruggeri), Jinny Steffan (Corinna Campbell), Gabriella Pession (Barbara), Nando Paone (Eddy Bruschi), Renzo Stacchi (Chicco Tunisi), Clemenza Fantoni (Elsa Scotti).

## L'incarico
- Diretto da: Andrea Barzini
- Scritto da: Duccio Camerini

### Trama
Aurelio Giannocca è un anziano vedovo appassionato di letteratura. Durante una manifestazione, un uomo tenta di ucciderlo, ma don Matteo riesce a salvargli la vita, e le telecamere di un'emittente televisiva locale riprendono il tentato omicidio. I Carabinieri esaminano il filmato per risalire all'identità dell'aggressore, il cui volto coperto viene pubblicato sui quotidiani locali. Il colpevole che fa di nome Laurenzi, ha gravi problemi economici e, per denaro, tenta per la seconda volta di uccidere Aurelio Giannocca, ma riesce solo a ferirlo. 
 Don Matteo indaga sulla vita privata di Giannocca: l'anziano, dopo la morte di sua moglie, ha interrotto quasi del tutto i rapporti con le altre persone, dedicandosi soprattutto alla lettura. In questo periodo, Aurelio aveva preso in prestito dalla biblioteca comunale un libro di Jules Verne dal titolo Le tribolazioni di un cinese in Cina. L'unica persona con cui Aurelio comunica è la nipote Alice. La ragazza è sconvolta per quello che è successo e nota che il primo tentato omicidio è avvenuto nello stesso giorno dell'anniversario della morte della moglie di Giannocca. Alice è fidanzata con un ex-detenuto di nome Fabrizio, che dopo aver scontato la condanna per rapina vuole essere un bravo cittadino. La madre di Alice, tuttavia, lo ritiene ancora un delinquente e cerca di allontanarlo da sua figlia. A causa di un falso indizio, Fabrizio viene accusato del duplice tentato omicidio.
- Altri interpreti: Sergio Graziani (Aurelio Giannocca), Azzurra Antonacci (Alice), Duccio Giordano (Fabrizio), Nino D'Agata (Laurenzi)

## Bellissima
- Diretto da: Enrico Oldoini
- Scritto da: Anna Samueli

### Trama
Alberto Mea, un fotografo di fama internazionale, si reca a Gubbio insieme alle sue modelle per presentare alcune sue opere. Mea va in canonica per salutare don Matteo, e dice di aver sentito parlare del suo talento investigativo. Viviana, una delle modelle di Alberto, è tormentata da qualcosa e vuole parlarne con don Matteo, ma poi ci ripensa. 
 Durante la notte, qualcuno uccide Viviana, e Maria Jelic, un'adolescente di etnia rom, potrebbe aver visto qualcosa di utilissimo alle indagini. Il capitano Anceschi cerca di convincerla con la massima gentilezza a dire tutto ciò che sa sull'omicidio, ma Maria non vuole collaborare con le forze dell'ordine. La ragazza viene allora affidata provvisoriamente a don Matteo, il quale tenta anche lui di farle capire che la sua testimonianza è indispensabile per fare giustizia. Maria fa amicizia con Nerino, e gli trasmette la sua passione per il libro Zanna Bianca di Jack London. Quando però Nerino utilizza il termine "zingara" riferendosi a Maria Jelic, quest'ultima gli tira uno schiaffo e scappa via dalla canonica.
- Altri interpreti: Luca Ward (Alberto Mea), Sabrina Colle (Flavia), Barbara Snellenburg (Nikki), Anna Safroncik (Liviana Devic), Tresy Taddei (Maria Jelic)

## Il mistero del convento
- Diretto da: Leone Pompucci
- Scritto da: Duccio Camerini

### Trama
Il signor Gabriele De Cortalo è stato chiamato a testimoniare in un processo: per questo decide di andare a vivere nel convento diretto da Padre Giuliano, per riflettere sulla testimonianza e in generale su come è stata la sua vita fino a quel momento. Casualmente, anche don Matteo si trova in quel convento: il sacerdote nota che il priore Padre Giuliano è troppo rigido e austero nei confronti di Frate Fabio, un giovane novizio che qualche tempo prima era scappato dal convento perché si era innamorato di una ragazza oltre a dover assistere i genitori e che per questo ora si trova isolato dagli altri frati. Nessuno, a parte i religiosi e le forze dell'ordine, dovrebbe sapere che De Cortalo si è ritirato in convento: l'uomo ha infatti ricevuto delle minacce di morte. Ciononostante, egli viene trovato morto, evidentemente assassinato, durante la notte: il cadavere si trova giù dal fianco di vecchia scalinata, essendo questa stranamente senza ringhiera. Anche la borsa, contenente tutte le testimonianze da De Cortalo, scompare misteriosamente ma i due sospettati (il sig. Montani e l'ing. Boldrini) dell'omicidio hanno degli alibi che reggono, quindi sono scagionati per lo meno come assassini; da un dialogo intercettato tra i due, si scopre che la borsa è in possesso di Montani e che questi è disposto a pagare Boldrini in cambio dell'aiuto a distruggere le testimonianze e a fuggire a Bruxelles il giorno stesso. 
Nel corso dell'indagine, il capitano Anceschi riceve una lettera dal Comando Generale dell'Arma dei Carabinieri, in cui gli viene comunicato che tra non molto tempo verrà trasferito a Trento. Anceschi comunica quindi al maresciallo Cecchini che quella sul mistero del convento sarà la loro ultima inchiesta insieme, e gli chiede invano di tenere fuori don Matteo dal loro lavoro. Cecchini è molto dispiaciuto, perché considera Anceschi non solo un superiore corretto e capace, ma anche e soprattutto un buon amico; tuttavia, un po' per orgoglio e un po' per rispettare le gerarchie, il maresciallo dice ad Anceschi che il trasferimento a Trento non è un problema, perché a Gubbio arriverà un altro capitano. Alla fine, però, si scopre che la lettera era in realtà indirizzata a tale Capitano Aleschi, quindi Anceschi resta a Gubbio, contento anche dell'immancabile aiuto di Don Matteo.
- Altri interpreti: Roberto Nobile (Padre Giuliano), Adelmo Togliani (Frate Fabio), Alex Partexano (Montani), Marco Luppi (Frate Federico), Antonio Ferrante (dottor Gabriele De Cortalo), Giorgio Lopez (medico legale), Maria Cristina Blu (Barbara Ligarivi)

## Il testimone
- Diretto da: Andrea Barzini
- Scritto da: Andrea Barzini, Chiara Barzini e Mariella Sellitti

### Trama
Dario è un ragazzino di tredici anni che vive in una baracca nella periferia di Gubbio insieme al padre, un disoccupato alcolista nato a Napoli. Giocando a pallone da solo, Dario ha fatto amicizia con un giovane malvivente che svolgeva l'attività di cassiere per un pericoloso clan camorristico; lui ha abbandonato la sua banda portandosi via i soldi ottenuti con un sequestro di persona. Il capo di questo clan si trova ora in Umbria insieme a due scagnozzi, ed ha intenzione di trovare il traditore, ucciderlo e riprendersi i soldi da lui rubati. I due criminali trovano il loro ex-compagno, gli sparano addosso senza farsi rivelare il luogo dove ha nascosto i soldi, e poi fuggono via. Non si sono accorti che Dario ha sentito la sparatoria, e dopo averli visti allontanarsi è andato a soccorrere il suo amico; quest'ultimo gli dice in punto di morte il luogo dove si trovano i soldi del riscatto. Le indagini sull'omicidio vengono affidate al magistrato Giulia Massai, che ordina al capitano Anceschi di perquisire la baracca dove vivono Dario e suo padre: i Carabinieri trovano una maglietta del ragazzino sporca di sangue. È evidente che il tredicenne sa qualcosa ma non vuole parlare, soprattutto per timore di essere separarlo dal padre poiché quest'ultimo non ha un lavoro. Don Matteo interviene e spiega che il padre di Dario lavorerà per lui in canonica come assistente di Natalina. Dario e il padre vengono quindi a vivere con Don Matteo, che ha chiesto e ottenuto il permesso dal Vescovo. La notizia che il ragazzino è stato testimone dell'omicidio viene pubblicata dai giornali e dai telegiornali: il mandante del delitto lo viene a sapere e ordina ai suoi scagnozzi di trovare il piccolo e di costringerlo a rivelare dove si trovano i soldi, dopodiché lo dovranno uccidere perché è un testimone scomodo.
- Altri interpreti: Pierluigi Cuomo (Vincenzo Jacovone), Dario De Vito (Dario Jacovone), Franco Javarone (Ferdinando Coppola), Francesco Procopio (Angelo Manno), Rosaria De Cicco (Giulia Massai), Alessandro Morabito (assistente di Giulia Massai), Michele Annunziata (Gaetano Costa), Franco Filogamo (Francesco Tascone)

## Natalina innamorata
- Diretto da: Leone Pompucci
- Scritto da: Duccio Camerini

### Trama
Mentre il Capitano Anceschi è a letto con influenza, il Maresciallo Cecchini e Don Matteo devono vedersela con un truffatore che si rivolge a donne single e benestanti per svuotare i loro conti in banca. La prima vittima che notano è Aurelia, proprietaria di una lotteria. Una delle vincite alla lotteria di una sua cliente è stata rubata dal truffatore. Un'altra vittima è Loredana, una contessa che ora è completamente indigente e vive per strada con i suoi gatti. Visti i precedenti, non sorprende che Don Matteo sia estremamente scettico quando Natalina gli confessa di essersi innamorata. Natalina, ovviamente, non può condividere questo scetticismo e lascia persino la canonica e pensa di lasciare Gubbio con il suo amato Cesare. Don Matteo non si lascia turbare dalla discussione con Natalina e continua a cercare di fare chiarezza sul caso. Insieme al Capitano guarito, il truffatore viene finalmente arrestato.
- Altri interpreti: Andy Luotto (Cesare Moresco/Carlo Rasi), Claudia Della Seta (Loredana), Francesca Nunzi (Francesca), Paola Giannetti (Aurelia), Lucio Vinciarelli (Mario)

## Tre matrimoni e... un Babbo Natale
- Diretto da: Andrea Barzini
- Scritto da: Marco Tiberi

### Trama
Michele Fantoni è un ex-ladro che in passato aveva il sarcastico soprannome Babbo Natale perché entrava illegalmente nelle case attraverso il camino e poi rubava tutto ciò che aveva un valore economico. Adesso, dopo aver pagato il suo debito con la giustizia, Fantoni è un uomo libero e si sta per sposare in seconde nozze con una donna che lo ama e di cui è innamorato. Don Matteo dà il via alla celebrazione del matrimonio, ma in chiesa irrompono il maresciallo Cecchini, il capitano Anceschi e il brigadiere Ghisoni che arrestano Fantoni con l'accusa di furto e omicidio. Infatti, la notte precedente, una donna, che viveva in un appartamento a Gubbio insieme al marito, è stata assassinata a seguito di un tentativo di furto finito male. Fantoni, che fino a quel momento non aveva mai ucciso nessuno, dichiara di essere completamente innocente, ma le prove sembrano essere a suo sfavore. Don Matteo si impegna per scoprire la verità, ma nel frattempo cerca anche di ricucire il rapporto tra la fidanzata di Fantoni e la figlia avuta dal primo matrimonio.
- Altri interpreti: Monica Carmen Comegna (Francesca), Georgia Lepore (Margherita), Maria Paiato (Gabriella Valle), Marco Bonetti (Guido Buzzoni), Piero Nicosia (Michele Frantoni ex Babbo Natale), Gabriele Bocciarelli (amico di Francesca)

## Il re degli scacchi
- Diretto da: Andrea Barzini
- Scritto da: Duccio Camerini

### Trama
A Gubbio si svolge il torneo degli scacchi viventi, e il Vescovo regala a Don Matteo un libro in cui vengono narrate le precedenti edizioni: ci sono scritti gli elenchi dei partecipanti, l'andamento delle singole partite mossa per mossa e gli esiti finali di ogni torneo. La gioia e l'entusiasmo della popolazione per questo evento viene rovinata dall'azione di un misterioso aggressore che spara a degli uomini anziani con lo scopo di ferirli alle gambe, e poi rivendica questi gesti usando il soprannome "Re degli scacchi". Un carabiniere di cognome Jeremey viene gravemente ferito durante una notte nel tentativo di sventare un attacco del re degli scacchi. Il terrore si diffonde in città, e un colonnello arriva in caserma e rimprovera il capitano Anceschi e il maresciallo Cecchini perché non sono ancora riusciti a identificare questa persona. Don Matteo, consultando il libro regalatogli dal Vescovo, scopre che gli anziani feriti dal re degli scacchi avevano partecipato a un'edizione del torneo degli scacchi viventi molti anni prima, quando un giocatore molto in gamba era soprannominato proprio "il Re degli scacchi".
- Altri interpreti: Maria Grazia Nazzari (Ester Malfatti), Cecilia Luci (Ludovica Porrego), Franco Ravera (Faliero Morrione), Sebastiano Rizzo (Massimo), Leone Pompucci (Colonnello Tarquinio)

## La lettera anonima
- Diretto da: Leone Pompucci
- Scritto da: Duccio Camerini

### Trama
Patrizia, figlia del maresciallo Cecchini, è diventata molto amica di Michela, una sua coetanea, figlia del professor Romarli, un esperto di edilizia che lavora come perito per il Comune di Gubbio. Una mattina, il professor Romarli riceve una lettera anonima, e, dopo averne letto il contenuto, tenta di suicidarsi gettandosi dalla finestra del suo appartamento. Fortunatamente, il maresciallo Cecchini e il brigadiere Ghisoni erano andati da lui per interrogarlo riguardo a una tangente; i due carabinieri soccorrono tempestivamente il professore, che entra in coma. La lettera anonima faceva riferimento al fatto che Romarli veniva tradito dalla moglie. Il capitano Anceschi indaga sia sulla tangente, sia sul tentato suicidio, ma non riesce a trovare indizi soddisfacenti su chi può aver scritto quella lettera. Nel frattempo, anche molti eugubini ricevono delle lettere anonime in cui si fa riferimento a relazioni extra-coniugali. Don Matteo, durante un'omelia, convince i suoi parrocchiani a denunciare questi atti vigliacchi, senza vergognarsi e alla fine scopre che l'autrice delle lettere è Michela (con la complicità di Patrizia): ella, infatti, voleva che i genitori si separassero perché non ne poteva più che i genitori litigassero fra loro e la tenessero fuori dalla storia, trascurandola affettivamente, solo perché era ancora minorenne.
Contemporaneamente a tutta l'indagine, la madre del capitano Anceschi viene da Roma a fare visita a suo figlio e gli chiede se si è fidanzato.
- Altri interpreti: Giacinto Ferro (Prof. Romalli), Carola Stagnaro (moglie di Romalli), Gianna Giachetti (Maria Anceschi), Francesca Perini (Michela Romalli), Maurizio Sgroi (Giampiero Onofri)

## Il volo
- Diretto da: Andrea Barzini
- Scritto da: Mauro Marsili e Isabella Franconetti

### Trama
A Gubbio si svolge la gara di deltaplano sponsorizzata da Lo Monaco, un imprenditore che sta per entrare in politica. Si sfidano Francesco Monti e Federico Tornabuoni; quest'ultimo non prova semplice rivalità sportiva nei confronti del suo avversario, ma odio e invidia, perché secondo lui Francesco gli ha portato via la fidanzata. In realtà Anna, che prima stava con Federico, ha liberamente scelto di lasciarlo per mettersi con Francesco. Tra gli spettatori della gara ci sono anche i Carabinieri e gli abitanti della canonica: Pippo si è messo in testa di diventare carabiniere, ma il maresciallo Cecchini cerca di fargli capire che non è un mestiere adatto a lui. Francesco Monti inizia a volare con il suo deltaplano, ma precipita pochi minuti dopo il decollo e muore: qualcuno ha sabotato l'apparecchio. Le indagini si concentrano subito sulla vita privata della vittima: Anceschi sospetta di Federico, che avrebbe potuto uccidere Francesco perché non accettava la fine della relazione con Anna. Don Matteo entra in possesso di alcune foto scattate dalla vittima, che ritraggono un fiume rosso: probabilmente il movente del delitto non è passionale.
- Altri interpreti: Denis Fasolo (Edoardo Gandolfi), Francesca Fava (Anna), Paolo De Giorgio (Federico Tornabuoni), Gianni Franco (Vincenzo Lo Monaco)